# Constantine
Constantine és una pel·lícula fantàstica estatunidenca dirigida per Francis Lawrence, estrenada l'any 2005, i basat en el còmic Hellblazer que explica les desventures de John Constantine. Ha estat doblada i subtitulada al català.

## Argument
John Constantine és inspector del paranormal i exorcista. Està afectat d'un càncer del pulmó en fase terminal i condemnat a l'infern, per una temptativa de suïcidi en la seva joventut. Després d'haver fracassat en una missió, caçant un dimoni del cos d'un nen, coneix Angela Dodson, una dona policia, la germana bessona de la qual, Isabel, acaba de suïcidar-se. Rebutja no obstant creure en aquesta possibilitat, persuadida que ha estat assassinada. Constantine i Dodson, ajudats de Chas Kramer i de Papa Midnight, intentaran dilucidar aquest misteri. Però a Mèxic un menor ha descobert la Llança del destí i, sota la influència del seu poder, marxa a Los Angeles alliberar el fill de Satanàs. El dimoni intentarà encarnar-se en el cos d'Angela, la missió de Constantine serà impedir-ho.

## Repartiment
- Keanu Reeves: Joan Constantine
- Rachel Weisz: Angela Dodson / Isabel Dodson
- Peter Stormare: Llucifer
- Shia LaBeouf: Chas Kramer
- Djimon Hounsou: Papa Midnite
- Max Baker: Beeman
- Pruitt Vince Taylor: Pare Hennessy
- Gavin Rossdale: Baltasar
- Tilda Swinton: Gabriel
- Jesse Ramírez: Scavenger
- José Zúñiga: Detectiu Weiss
- Francis Guinan: Pare Garret
- Larry Cedar: L'Home vermine
- Suzanne Whang: Mare
- Jhoanna Trias: la noia posseïda
- Alice Lo: vella
- Nicholas Downs: Esperant a l'església

## Al voltant de la pel·lícula
- El rodatge va tenir lloc del 9 d'octubre de 2003 al 14 de febrer de 2004 a Compton, Los Angeles i Long Beach.
- John Constantine utilitza l'expressió « clau de taüt » (coffin nail) encenent-se un cigarret. Aquesta expressió prové del nom que donava Ernest Hemingway als cigars que apreciava tant.
- Michelle Monaghan, llavors poc coneguda del gran públic, havia rodat escenes que van ser tallades al muntatge final. Sol una escena, on apareix furtivament, és guardada.
- Peter Stormare, que encarna Satanàs al film, havia passat una audició per encarnar Balthazar.

## Premis i nominacions
- Premis ASCAP Film and Television Music
  - 2006 Premi ASCAP Award Top Box Office Films (Klaus Badelt, Brian Tyler)
- 2006 Nominada premi Saturn	Best Horror Film
- Golden Trailer Awards
  - 2005 Nominada Golden Trailer Best Thriller
- Premis Teen Choice 
  - 2005 Nominada premi Teen Choice:	Choice Movie Scream Scene (Rachel Weisz)

## Banda original
- Los Recuerdos del Troquero, interpretada per Flaco Jimenez
- Take Five, interpretada per The Dave Brubeck Quartet
- Passiva, interpretada per a Perfect Circle

## Crítica
- "Constantine és un híbrid únic: teològic cinema negre d'acció. I fins que arriba al seu final irrevocablement ximple, val la pena veure-la"[3]
- "Keanu Reeves no té competència quan es tracta d'interpretar a aquest tipus de personatges messiànics: els insufla d'un aire Zen i serè que d'alguna manera, fins i tot quan aborda les escenes més improbables, li manté una tranquil·la i senzilla dignitat."[4]
- "Encara que la història és potencialment fascinant i els efectes visuals a estones també, la pel·lícula en el seu conjunt es queda en el purgatori de les mediocres."[5]
- "El film no és com l'infern, perquè sempre està l'opció de anar-se'n. És més com estar dues hores en el purgatori."[6]